# Відомство старожитностей Ізраїлю
Управління старожитностей Ізраїлю (івр. רשות העתיקות, араб. داﺌرة الآثار, до 1990 року Департамент старожитностей Ізраїлю) — незалежна ізраїльська державна організація, відповідальна за виконання закону 1978 року «Про старожитності». Управління старожитностей регулює розкопки та консервацію об'єктів, а також сприяє археологічним дослідженням. Управління очолює Шука Дорфман, а його офіси розташовані в Музеї Рокфеллера.

## Історія

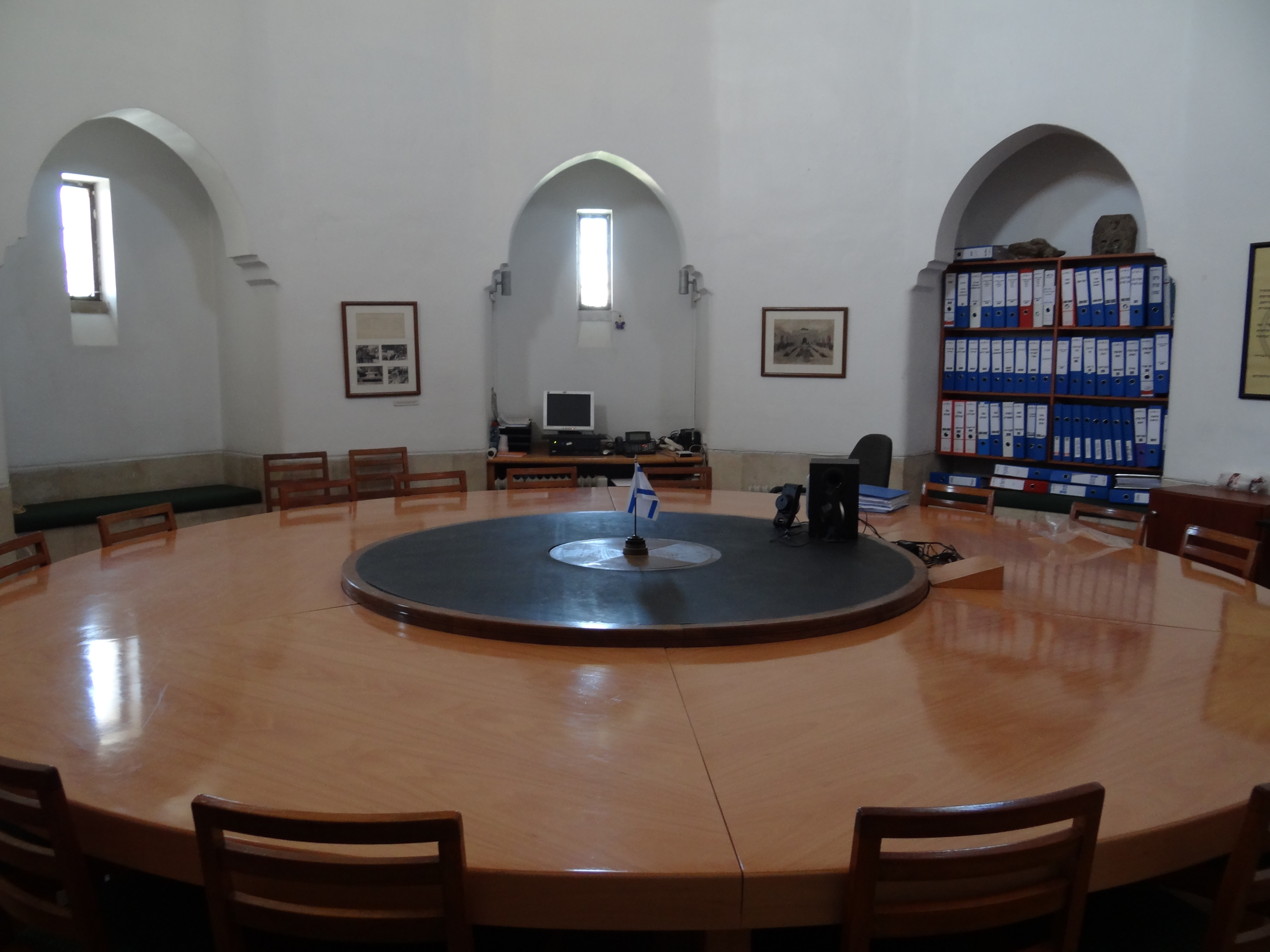
Зал засідань Управління старожитностей у музеї Рокфеллера

Перші археологічні розкопки на території Ізраїлю були проведені французьким археологом Луї Фелісіном де Саулсі у 1851 в церкві в Масаді (яку він помилково ідентифікований як палац), і в 1863 році в гробниці царів (поховання часів другого храму в Єрусалимі). Розкопки гробниці царів були першими археологічними розкопками, на які було отримано офіційний дозвіл від влади Османської імперії.
У наступні роки були створені перші організації, які займалися археологічними розкопками в Ізраїлі, в тому числі Товариство дослідження Ізраїлю і його старожитностей. Під час Британського мандату був створений перший Департамент старожитностей в рамках уряду Британського мандату (англ. Department of Antiquities, Government of Palestine).

### Департамент старожитностей Ізраїлю
Під час Війни за незалежність, коли Єрусалим був в облозі, археологи доктор Емануель Бен-Дор і доктор Бенджамін Мейслер були призначені офіцерами у справах археології при Штаб-квартирі Єрусалимського округу. У зв'язку з оголошенням першого перемир'я до них приєднався третій офіцер, доктор Шмуель Явін, а 26 липня 1948 року був створений Департамент старожитностей Ізраїлю.
Керівником департаменту був призначений Шмуель Явін. У департаменті працював невеликий штат співробітників, в основному колишніх співробітників Департаменту старожитностей при Британському мандаті, таких, як Міхаель Аві-Йона, Рут Аміран, Філіп Лангстафф Орд Гай, який керував відділом досліджень, Емануель Бен-Дор та інші.
Департамент старожитностей працював у тісному контакті з двома іншими відомствами, які працювали за часів британського мандату в галузі археології: Товариством дослідження Ізраїлю і його старожитностей та відділом археології Єврейського університету. Співробітництво цих установ дозволило створення бази даних, яка використовувалася як основа для нагляду за археологічними знахідками і роботами в Ізраїлі.
У серпні 1955 року департамент був переданий Міністерству освіти, ставши його підрозділом і був перейменований в Ізраїльський департамент старожитностей і музеїв (англ. IDAM).
Після Шестиденної війни, коли Музей Рокфеллера знову опинився на території Держави Ізраїль, вдалося об'єднати археологічні архіви департаменту старожитностей і музеїв Ізраїлю з архівами, які зберігалися у приміщенні музею Рокфеллера.

### Створення Управління старожитностей
У 1978 року Кнесет прийняв Закон про старожитності, який змінив старий закон, прийнятий ще при Британському мандаті.
1 вересня 1989 року був прийнятий Закон «Про Управління старожитностями», який визначає напрями діяльності і відповідальності управління старожитностей Ізраїлю, а 1 квітня 1990 року Управління старожитностей Ізраїлю було офіційно засновано в підпорядкуванні міністерства освіти. Ініціатива створення Управління старожитностей Ізраїлю належить генералові (у відставці) Аміру Дрорі, який став його засновником і першим директором, а також отримала благословення і підтримку міністра освіти і п'ятого президента Ізраїлю Іцхака Навона.

## Структура організації
Управління старожитностей ділиться на підрозділи (Північний, Центральний, Єрусалим і Південний округ), які відповідають за регулярний контроль за пам'ятниками старовини, затвердження планів розвитку та моніторинг виконання робіт з порятунку та консервації археологічних знахідок, а також розкопок, ініційованих науково-дослідними установами. Підрозділи являють Управління при переговорах з підприємцями і державними установами. Крім того, підрозділи проводять власні розкопки з допомогою постійного персоналу і тимчасових працівників, включаючи роботу з оформлення результатів розкопок та надання їх до публікації.
Кожен підрозділ очолює археолог підрозділу. Всі підрозділи розділені на округи, кількість яких визначається характером даного регіону. На чолі кожного округу призначений археолог округу. Кожен округ має команду інспекторів, кожен з яких відповідає за конкретну територію.
До складу Управління входять також підрозділи, що відповідають за конкретні сфери діяльності:
- Відділ розкопок і досліджень (івр. תחום חפירות וסקר) відповідає за видачу ліцензій та дозволів на розкопки, а також за зв'язки з науковими археологічними установами в Ізраїлі та за кордоном.
- Відділ знахідок (івр. תחום טיפול בממצאים) відповідає за артефакти, знайдені при розкопках та іншої археологічної діяльності, та їх збереження.
- Відділ консервації (івр. תחום שימור) відповідає за збереження давніх будівель та археологічних об'єктів в Ізраїлі.
- Відділ державних цінностей (івр. תחום אוצרות המדינה) відповідає за реєстрацію всіх знахідок, їх опис та створення центральної бази даних. Також відповідає за консультування музеїв та організацію виставок.
- Відділ інформаційних технологій (івр. תחום טכנולוגיות המידע) є технічним підрозділом, відповідальним за збереження інформації і комп'ютерні мережі.
- Відділ публікацій (івр. תחום פרסומי רשות העתיקות) відповідає за публікацію результатів наукової діяльності Управління старожитностей — розкопок, обстежень і досліджень, ставить своєю метою довести їх до відома наукового співтовариства в Ізраїлі та за кордоном. Видає журнали і каталоги для археологічних об'єктів.

На додаток до цих підрозділів є й інші відділи: підрозділ із запобігання розграбування старожитностей, архів, бібліотека, підрозділ морської археології та органи управління організацією.

## Деякі результати діяльності
До теперішнього часу опубліковано 47 карт із 328 запланованих, які повинні покрити всю територію Ізраїлю. Вони охоплюють майже чверть території Ізраїлю.
На сайті організації написано: «Результати досліджень та архіви відкриті для ознайомлення всім зацікавленим особам у відповідності із Законом „Про свободу інформації“ і практикою Архіву Управління старожитностей»
У 2006 році Управління старожитностей ухвалило рішення викласти ці дані в мережі Інтернет і тим самим зробити їх доступними для всіх. У 2012 році був запущений офіційний вебсайт. На першому етапі на ньому була розміщена інформація про 3000 археологічних об'єктів із близько 25 тисяч описаних. Сайт розділений на райони, у відповідності з картами місцевості, які відсортовані в алфавітному порядку. Кожна карта має список об'єктів. Натиснувши на вкладку з іменем об'єкта або його місцеположення на карті, можна прочитати про історію досліджень даного об'єкта. Частина інформації супроводжується фотографіями і малюнками. Поступово проводиться робота щодо додавання інформації на сайт відомства.

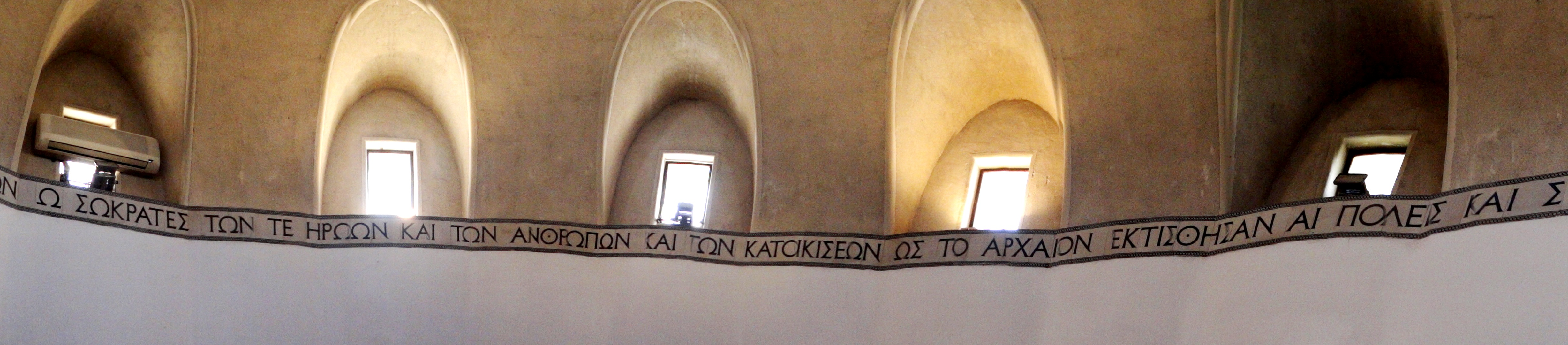
На колі, яке розташоване в приміщенні для проведення засідань музею «Рокфеллер», написано діалог між Сократом і Гіппіаном. Епіграма була знайдена архітектором музею під час його будівництва.